# 신비아파트 극장판 하늘도깨비 대 요르문간드
《신비아파트 극장판 하늘도깨비 대 요르문간드》은 대한민국의 애니메이션 시리즈인 신비아파트 시리즈의 2번째 극장판이다.

## 줄거리
겨울방학을 맞아 가족여행을 떠난 ‘하리’와 ‘두리’ 남매는 비행기 날개에 쓰러진 하늘도깨비 ‘주비’를 발견하고 ‘신비와 ‘금비를 소환한다.
‘주비’를 구해준 순간, 정체를 알 수 없는 ‘스큐트’들의 공격이 시작되고, 깊은 바닷속 관에서 부활한 전설의 괴수 ‘요르문간드’는 비행기를 집어 삼키려 한다. 그사이 '요르문간드'의 부활을 눈치챈 하늘의 수호신 '가루다'는 새로운 창공의 퇴마사를 찾아다니다 '강림'을 만나고 강림은 '가루다'에게 시험을 받기로 하고 결국 합격해 창공의 퇴마사로 선택된다. 한편 스큐트들은 비행기의 사람들을 모두 재운다.
한편 창공의 퇴마사로 선택된 ‘강림’이 친구들을 구하기 위해 합류하지만, 세상을 파괴하려는 ‘요르문간드’는 하늘마루까지 거세게 공격하고
‘하리’와 친구들의 피할 수 없는 하늘 위 모험이 시작된다. 또한 서서히 밝혀지는 '주비'와 수수께끼의 힘 '오르'의 비밀과  '주비'와 '오르'를 지키기위한 피할 수 없는 전투가 시작되는데...

## OST
[비상 - 신아린, 신성진]
작사: 임현지
작곡 / 편곡: 강민국, 임현지

## 성우진
- 조현정: 신비
- 양정화: 금비
- 김영은: 구하리
- 김채하: 구두리
- 이소은: 유지미
- 최재호: 구인남
- 신용우: 최강림
- 김현지: 주비
- 이현: 요르문간드, 가루다
- 박선영: 강림의 엄마
- 임윤선: 모주귀
- 김명준: 헤론
- 유영: 조역
- 홍승효
- 김다올
- 박시윤
- 강성우
- 강새봄
- 이상호
- 김도희

## 같이 보기
- 신비아파트 시리즈
- 대한민국의 애니메이션

### 내용주
1. ↑  포스터에 그려진 캐릭터는 다음과 같다. 요르문간드 (최상단), 최강림, 구두리, 구하리 (중앙 부분에서 시계 방향순에 있는 인간 캐릭터 3명), 포스터 하단 가장자리에 그려진 캐릭커는 각자 신비 (녹색 도깨비), 금비 (노란 도깨비), 주비 (주황색 도깨비).